# Moutiers-sous-Chantemerle

Moutiers-sous-Chantemerle este o comună în departamentul Deux-Sèvres, Franța. În 2009 avea o populație de 616 de locuitori.